# Samanių pelkė
Samanių pelkė este o arie protejată (arie specială de conservare — SAC, sit de importanță comunitară — SCI) din Lituania întinsă pe o suprafață de 112 ha, integral pe uscat.

## Localizare
Centrul sitului Samanių pelkė este situat la coordonatele 55°56′22″N 26°02′19″E / 55.9394°N 26.0386°E.

## Înființare
Situl Samanių pelkė a fost declarat sit de importanță comunitară în mai 2005 pentru a proteja un număr necunoscut de specii din flora spontană și fauna sălbatică aflate în arealul zonei. Situl a fost protejat și ca arie specială de conservare în mai 2019.

## Biodiversitate
Situată în ecoregiunea boreală, aria protejată conține 5 habitate naturale: Turbării active, Mlaștini oligotrofe degradate, capabile încă de regenerare naturală, Mlaștini turboase de tranziție și turbării mișcătoare, Taiga vestică, Mlaștini împădurite.
La baza desemnării sitului se află un număr nedeclarat de specii protejate.
Pe lângă speciile protejate, pe teritoriul sitului au mai fost identificate 1 specie de păsări.